# Бранденбургская лошадь
Бранденбургская лошадь (англ. Brandenburger) — полукровная порода верховых лошадей, появившаяся в Германии в 1787 году.
До этого периода лошади схожего типа разводились для верховой езды с XV века, однако селекционная работа того периода не была упорядоченной и не подразумевала ведения единых породных племенных книг. Именно это поголовье легло в основу породы при ее формировании с применением направленной селекции.

## История породы
Впервые упоминания о лошадях этого типа встречается ещё в XV веке, когда они разводились в нескольких германских провинциях для фермерской работы.
Предполагается, что порода сформировалась на основе Ольденбургских жеребцов, которые скрещивались с кобылами чистокровных пород.
Первый конный завод, занимающийся целенаправленным разведением лошадей этой породы и ведением их племенных книг, был основан в 1788 году по распоряжению прусского короля Фридриха Вильгельма II. Завод был основан в городе Нойштадт-ан-дер-Доссе. Для формирования породы использовался прилив кровей арабской и английской чистокровных лошадей.
К 1866 году порода едва не прекратила своё существование, и заново восстановлена к 1894 году. Тогда для армии Австро-Венгерской империи потребовалось большое количество рабочих лошадей. К 1896 году для улучшения породных качеств и восстановления популяции к породе были прилиты крови таких пород, как ганноверская и тракененская.
В 1922 году было создано специальное общество, занимающееся дальнейшим восстановлением и увеличением популяции этой породы, а в 1925 году порода Бранденбургская лошадь получила официальную регистрацию.
Новую волну популярности эта порода переживает с момента воссоединения Западной и Восточной Германии и падения Берлинской стены. С 1990 года снова ведется активная работа по улучшению породы, в этот период к ней были прилиты крови ганноверской, ольденбургской, голштинской и английской чистокровной лошадей.
К 1999 году популяция породы составила 2000 голов кобыл и 76 голов племенных жеребцов.
В настоящее время продолжается рост поголовья породы.

## Описание
Бранденбургская лошадь имеет выраженный тип верховой породы. Лошади этой породы стройные, с высокими ногами, имеют гармоничное сложение.
Рост в холке от 160 до 175 сантиметров.
Голова узкая с прямым или немного выпуклым профилем, сухого типа. Ноздри хорошо выражены. Уши поставлены высоко.
Шея длинная, сильная.
Корпус длинный, спина прямая, круп чуть скошенный. Хвост поставлен низко.
Ноги высокие, сухие, с выраженным рельефом сухожилий. На задних ногах хорошо выражен скакательный сустав. Поставка ног прямая.
Копыта крупные, с очень крепким рогом.
Масть допускается любая одноцветная, чаще всего у лошадей этой породы встречается гнедая масть.

## Характер
Лошади этой породы обладают активным характером, очень привязчивы к человеку и контактны. Обладают высоким трудолюбием и активностью в работе, хорошо обучаемы.
При этом нервная система этих лошадей обладает высокой возбудимостью, вследствие чего лошади этой породы склонны к нервозности и пугливости.

## Применение
Изначально порода была сформирована как рабочая для применения в сельском хозяйстве, позднее получила применение в качестве верховой лошади для нужд кавалерии. Также использовалась в качестве легкоупряжной лошади.
Позднее с приливом кровей фенотип породы облегчался, лошадь перешла в категорию верховых.
В настоящее время Бранденургские лошади главным образом используются в конно-спортивных состязаниях в таких дисциплинах, как конкур и выездка.

## Интересные факты
Самая дорогая кобыла в мире относится именно к породе Бранденбургская лошадь. Ее зовут Поэтин, она родилась в 1997 году от знаменитого в породе племенного жеребца Сандро Хит. Племенным заводом, на котором была рождена эта кобыла, она была продана на аукционе за 2,5 миллиона евро. До продажи кобыла выступала на соревнованиях от самого конезавода, на котором она появилась на свет. Поэтин умерла в 2005 году, после чего была клонирована и 30 марта 2007 года на свет появился первый ее клон.